# Манта (муниципалитет)
Манта (итал. Manta) — коммуна в Италии, располагается в регионе Пьемонт, в провинции Кунео.
Население составляет 3511 человек (2008 г.), плотность населения составляет 319 чел./км². Занимает площадь 11 км². Почтовый индекс — 12030. Телефонный код — 0175.
Покровителем коммуны почитается святой Лев, папа Римский, празднование в последнее воскресение августа.

## Демография
Динамика населения:

## Администрация коммуны
- Официальный сайт: http://www.comunemanta.it